# Ponts (Francia)
Ponts o Ponts-sous-Avranches è un comune francese di 607 abitanti situato nel dipartimento della Manica nella regione della Normandia. È compreso nella circoscrizione (arrondissement) di Avranches e nell'omonimo cantone.

## Società

### Evoluzione demografica
Abitanti censiti